# 상파울루주
상파울루주(브라질 포르투갈어: Estado de São Paulo)는 브라질의 남동 대서양 연안에 있는 주이다. 마투그로수두술주, 미나스제라이스주, 리우데자네이루주, 파라나 주와 이웃하고 있다.

## 지리
상파울루 주는 면적이 248,800 km2, 인구는 40,442,795명이다. 대서양에 접해 있다. 대서양 연안을 따라 산맥이 펼쳐져 있고, 내륙에는 드넓은 고원이 펼쳐져 있으며, 주도이자 세계적인 대도시인 상파울루도 그 고원에 있다. 기후는 해안의 좁은 지역은 열대 기후이나 내륙부는 고도가 높아 기온이 낮아져서 온대 기후에 속하여 쾌적하다.

## 경제
인구가 4천만 명이 넘어 브라질에서 가장 많은 사람이 사는 주로, 브라질 경제의 중심이 되어 있다. 농업으로는 커피 재배가 중요하며, 세계 최대의 커피 생산국인 브라질에서도 가장 커피가 많이 나는 주이다. 커피는 상파울루 주의 발전을 가져다 준 중요한 작물이다. 사탕수수, 면화, 옥수수, 콩 등도 많이 재배된다. 소의 사육도 많아지고 있다. 지금은 농업보다는 상공업이 훨씬 높은 비중을 차지하며, 주도 상파울루는 브라질의 경제적 수도가 되어 있다. 상파울루와 주변 지역은 브라질 최대의 공업지역이기도 하다.

## 인구
| 연도    | 인구       | ±%      |
| ------- | ---------- | ------- |
| 1872    | 837,354    | —       |
| 1890    | 1,384,753  | +65.4%  |
| 1900    | 2,282,279  | +64.8%  |
| 1920    | 4,592,188  | +101.2% |
| 1940    | 7,180,316  | +56.4%  |
| 1950    | 9,134,423  | +27.2%  |
| 1960    | 12,974,699 | +42.0%  |
| 1970    | 17,958,693 | +38.4%  |
| 1980    | 25,375,199 | +41.3%  |
| 1991    | 31,546,473 | +24.3%  |
| 2000    | 36,969,476 | +17.2%  |
| 2010    | 41,262,199 | +11.6%  |
| 2022    | 44,411,238 | +7.6%   |
| Source: |            |         |

## 주요 도시
- 상파울루
- 구아룰류스
- 캄피나스
- 상베르나르두두캄푸
- 오자스쿠
- 산투안드레
- 상조제두스캄푸스
- 소로카바
- 히베이랑프레투
- 산투스